# Provincia Paktia
Provincia Paktia (paștună: پکتيا‎ - Paktyā) este una dintre provinciile Afganistanului. Este localizată în partea estică, la frontiera cu statul Pakistan.